# Charte éthique du voyageur
 (octobre 2017).
Si vous disposez d'ouvrages ou d'articles de référence ou si vous connaissez des sites web de qualité traitant du thème abordé ici, merci de compléter l'article en donnant les références utiles à sa vérifiabilité et en les liant à la section « Notes et références ».
L’idée de la Charte éthique du voyageur est née en 1995 lors d’un voyage exceptionnel en Éthiopie : 15 jours d’explorations du lac Turkana au delta de l’Omo. Les participants à l’expédition de l’agence Atalante, dans une zone jamais visitée, s’étaient engagés à ne pas prendre de photos dans les villages (condition à l’inscription).
La beauté des hommes et des femmes (Dassanetch, Nyangatoms, Karos…) vivant sur les berges de l’Omo et la richesse de leurs traditions ancestrales créèrent chez certains participants une irrépressible nécessité de ramener des "trophées photographiques".
Cet engagement non respecté provoqua l’implosion du groupe et d’interminables débats. Soucieux de l’impact du tourisme, Atalante comprit l’impérieuse nécessité d’expliquer, plus que d’interdire, afin d’ouvrir l’esprit à la différence et au respect. Au retour, trois voyageuses suggérèrent à Christophe Leservoisier (cofondateur d’Atalante), de rédiger un code de bonne conduite entre une agence et ses voyageurs.
Ainsi est née, en 1996, la Charte éthique du voyageur, qui défend l’idée que par la seule compréhension de ceux que nous rencontrons, nous pouvons contribuer, personnellement, à la sauvegarde des peuples et de la nature.
En 1997, partageant le principe qu’« il n’y a pas de mauvais touristes, mais des voyageurs mal informés », l’éditeur de guide de voyage Lonely Planet et le magazine de voyages Grands Reportages s’associèrent à Atalante pour une diffusion plus large de ces recommandations, qui souhaitent aider les voyageurs à magnifier son voyage.
Sylvie Blangy, membre de The International Ecotourism Society, a apporté son expertise, et ses réflexions ont conforté les expériences des fondateurs.
Depuis 2006, la Charte éthique du voyageur est diffusée par les membres de l’association Agir pour un tourisme responsable, qui réunit des voyagistes particulièrement impliqués dans le tourisme responsable. Cette diffusion est d’ailleurs un critère à respecter pour obtenir la certification délivrée par AFAQ AFNOR.

## Contenu
Si les activités touristiques ont des retombées souvent bénéfiques sur le développement des pays et des populations visitées, elles peuvent également avoir des effets pervers et non souhaités sur les équilibres sociaux, culturels et environnementaux. Plusieurs opérateurs du tourisme, particulièrement sensibilisés par ces problématiques, ont décidé de travailler ensemble pour formaliser et harmoniser les valeurs communes qui les animent et leurs pratiques professionnelles. Ce recueil de recommandations souhaite simplement magnifier le voyage et participer au développement d'un tourisme responsable.

## Le respect est le gage d'une meilleure rencontre
L'un des attraits du voyage tient à la diversité des peuples et des cultures rencontrés. Or, chaque culture, religion et mode de vie est soumis à des règles et à des traditions qu'il convient de respecter et de comprendre, plutôt que de juger. Le voyage ne se conçoit pas sans respect et humilité vis-à-vis des personnes, des biens, de la culture et du mode de vie du pays visité. Ce respect se traduit par des attitudes simples, au jour le jour.
Chaque pays vit selon un rythme qui lui est propre. Dans certains cas, la hâte et l'impatience ne sont pas les meilleurs moyens de s'attirer la sympathie.
Les tenues trop moulantes, trop dénudées, trop ostentatoires ou trop décontractées sont, dans certains pays, susceptibles de choquer. Il en va de même des codes régissant les contacts corporels (caresser la tête d'un enfant, serrer la main d'une femme pour un homme, s'asseoir à côté d'une femme, s'embrasser en public, montrer quelqu'un du doigt…).
Une bonne photo se fait avec son sujet, pas contre lui. Les photographes ont tout à gagner à prendre le temps d'établir un climat de confiance, à demander l'autorisation de filmer ou de photographier (auprès des parents pour les enfants) et à se conformer aux éventuels refus.
Il est préférable de ne promettre d'envoyer des photos aux personnes photographiées que si on est certain de pouvoir respecter son engagement (y compris dans le cas où une contrepartie ou une rétribution serait demandée). L'usage du polaroïd permet d'honorer sa promesse immédiatement.
Respecter les vaccinations conseillées permet d'éviter l'introduction de maladies dans le pays visité. Il est important d'utiliser les traitements antipaludéens en respectant les recommandations de l'OMS : les sur doser présente le risque d'augmenter la résistance des souches au détriment des populations locales.
Le tourisme sexuel est une atteinte à la dignité humaine condamnée par les lois. Au premier abord, il ne ressemble pas toujours à la prostitution. Nombreux sont les exemples de voyageurs qui rentrent de tel ou tel pays émerveillés de la “fantastique liberté sexuelle” (!) de ses habitants, sans même réaliser qu'elle n'est motivée que par la misère ambiante.

## La valeur de l'argent et des biens
La différence de niveau de vie entre le voyageur et la population du pays d'accueil, lorsqu'elle existe, peut être à l'origine d'incompréhensions et de dérives. Être accueilli dans un village ou une famille équivaut dans certains cas à un grand sacrifice pour les communautés locales. Ce qui est offert au voyageur, tout comme ce qu'il offre, doit être mesuré en valeur locale.
Dons et cadeaux ne sont pas des gestes innocents. Ils peuvent parfois prendre une connotation condescendante, méprisante ou déplacée (jeter par exemple des pièces ou des bonbons à des enfants afin de s'en débarrasser…). Les cadeaux, dons et pourboires trop importants, compte tenu du niveau de vie général du pays visité, déstabilisent les équilibres économiques locaux. Les enfants qui reçoivent de l'argent pour des photos ou parce qu'ils mendient ne sont plus scolarisés, gagnent plus d'argent que leur père : ceci peut créer d'importantes distorsions dans les structures familiales (non-respect du père et des anciens).
Certains dons peuvent s'avérer dangereux lorsqu'ils sont distribués au hasard, notamment les médicaments. Les hôpitaux et dispensaires, lorsqu'ils existent, sont souvent plus à même de les gérer. De la même façon, les bonbons et sucreries ont des conséquences longtemps après notre passage (caries dentaires).
Utiliser les hôtels locaux plutôt que les chaînes hôtelières d'état ou étrangères, les transports locaux, les services rémunérés des communautés locales (guides, cuisiniers, muletiers, porteurs, ménage…) est souvent le meilleur moyen de les faire bénéficier directement de l'argent du tourisme.
Un appareil photo ou simplement une paire de chaussures peuvent être l'équivalent de plusieurs mois ou d'années de salaire aux standards du pays visité. Les exhiber ou les traiter sans ménagement peut s'avérer choquant ou être mal compris.
Le marchandage fait culturellement partie de la tradition commerciale de certains pays. S'y refuser est souvent mal interprété et peut contribuer à l'augmentation du coût de la vie. En revanche, il ne faut pas oublier que des sommes dérisoires pour le visiteur peuvent être d'une grande importance pour celui qui les reçoit.
En règle générale, les voyageurs doivent se garder d'abuser de la tentation de populations démunies à vendre des objets sacrés, traditionnels, ou faisant partie du patrimoine du pays (sauf s'ils sont fabriqués à la seule fin d'être vendus aux touristes).

## L'empreinte de nos pas
L'espace naturel et les sites culturels sont souvent les principales richesses touristiques d'un pays et la première motivation des voyageurs qui s'y rendent. Les voyageurs ont donc une responsabilité vis-à-vis de l'environnement du pays d'accueil.
Les voyageurs se doivent d'éviter de laisser derrière eux leurs déchets, quels qu'ils soient. Tous les moyens (emballages bio-dégradables, etc.) permettant de limiter les déchets nés du tourisme doivent être utilisés. Mieux vaut limiter, dans ses bagages, les emballages qui devront être laissés sur place.
Il est préférable de rapporter avec soi les déchets non-destructibles (sacs plastiques, piles et batteries, etc.) après un voyage dans un pays ne disposant pas d'infrastructure d'élimination des déchets.
Certains déchets (papiers, papier hygiénique, etc) peuvent être facilement brûlés, bien que, dans certaines cultures, le feu ait un rôle sacré, et il peut s'avérer choquant de l'utiliser pour détruire les déchets. Il faut en règle générale se renseigner sur les comportements locaux de gestion des déchets. Dans certaines régions, les boîtes de conserves peuvent être, par exemple, laissées aux populations locales qui les recyclent en bijoux ou objets utilitaires.
Il est préférable dans certaines régions d'utiliser du gaz ou d'autres moyens de combustion peu consommateurs de bois pour faire sa cuisine. Si aucune solution de cuisine au gaz n'est possible, mieux vaut avoir recours au bois mort trouvé au sol. Le charbon de bois est grand consommateur d'arbres verts et vivants.
Certains écosystèmes fragiles imposent le respect de précautions particulières : ne pas sortir des sentiers ou conduire hors-piste, limiter le piétinement, ne pas utiliser de moyens de locomotion à moteur, etc.
L'observation des animaux ne doit pas modifier leur comportement naturel et déranger leur vie quotidienne. Il est préférable de garder une distance que les animaux considèrent comme sûre et d'éviter de faire trop de bruit.
Les équipes locales qui vous guident dans l'observation animale sont parfois prêtes, pour de l'argent ou pour faire plaisir, à ne pas respecter ces règles. Alors que l'observation d'un animal non perturbé est finalement plus intéressante que celle d'un animal stressé par votre proximité.
Nourrir les animaux modifie leur régime alimentaire et peut être dangereux. Les singes deviennent ainsi agressifs et voleurs, par exemple.
Il est recommandé de ne pas utiliser de magnétophones ou autres appelants pour attirer et observer la faune, et de ne pas toucher les animaux, tant pour leur santé que celle des êtres humains.
Éviter de pêcher dans les lacs ou mers où certaines espèces sont rares ou en voie de disparition.
Il est important de respecter les réglementations en vigueur dans les réserves ou parcs naturels. Payer les taxes d'entrées ou de séjour permet la conservation et la préservation des sites. Exiger le reçu de ces taxes permet d'éviter le détournement de ces fonds.
Certains “souvenirs” qui font partie du patrimoine naturel du pays d'accueil ne doivent pas quitter celui-ci. Les graffitis ou autres traces sont des mutilations souvent ineffaçables.
Les accords pour la protection des espèces (CITES) - qui visent à protéger plus de 2 500 espèces d'animaux et 30 000 espèces de plantes menacées - interdisent le commerce de peaux, d'ivoire, d'écailles, de coraux, de coquillages, de même que l'importation d'animaux exotiques vivants.
L'eau potable est parfois une denrée rare qu'il faut utiliser avec parcimonie et éviter de polluer. Les voyageurs doivent préférer autant que possible les lessives sans phosphates, les savons et détergents biodégradables, faire leurs lessives et toilette en aval des habitations et à distance des points d'eau potable.
Il vaut toujours mieux obtenir l'autorisation pour utiliser le puits ou la pompe d'un village et ne pas se laver à proximité, même si les habitants le font.

## Le patrimoine culturel
Le patrimoine culturel de chaque pays est unique et irremplaçable. Il requiert une attention particulière et des soins qualifiés, ainsi qu'une action préventive contre le risque de détérioration et de destruction. Le défi n'est pas seulement de préserver cet héritage aujourd'hui, pour notre génération, mais aussi de le sauvegarder pour celles qui nous suivront.
Au rang des principales causes de dégradation de ce patrimoine extrêmement vulnérable figurent les restaurations inappropriées, la pollution, les intempéries et l'impact du tourisme. De simples gestes, comme caresser de la main une statue de marbre ou une fresque, provoquent un désastre quand ils sont répétés des milliers de fois par des visiteurs plus ou moins avertis. Ces gestes annihilent tous les efforts techniques, financiers et humains mis en œuvre pour la conservation de l'objet d'art ou du monument - la préservation du patrimoine, techniquement difficile, mobilise en effet d'énormes moyens : nécessaire? Ces sites sont inaltérables, pense-t-on et, puisqu'ils ont survécu pendant des siècles, ils sont éternels... Rien n'est moins vrai ! Ces merveilles de civilisation que sont le sanctuaire d'Ayuthaya en Thaïlande, le Taj Mahal en Inde, les temples d'Angkor ou les pyramides de Gizeh, comme les collections dans les musées, sont en danger.
La préservation du patrimoine culturel concerne chacun d'entre nous. En voyage, gardez cette pensée à l'esprit Si cette conservation requiert l'intervention de spécialistes, des gouvernements locaux et d'institutions internationales (telles l'UNESCO, l'ICCROM), elle présuppose aussi un effort collectif et une prise de conscience individuelle.
Tout en jouissant du patrimoine, évitez
- de dégrader les œuvres d'art, les sites ou les monuments, notamment par des graffitis,
- de déplacer pierres et objets,
- d'escalader les sites,
- de heurter les parois décorées de fresques avec votre sac à dos
- de déposer des détritus et de laisser des ordures derrière vous,
- d'acheter des objets ou des vestiges qui proviendraient éventuellement de sites pillés,
- et veillez à respecter les mesures prises par les autorités gouvernementales en matière de régulation des flux touristiques ou d'entrée sur les sites, ainsi que les politiques de mise en valeur, les travaux de restauration et de préservation des monuments.